# Marc Cocceu Nerva (cònsol any 22)
Marc Cocceu Nerva (en llatí Marcus Cocceius Nerva) va ser un magistrat romà del segle i. Era probablement fill del Marc Cocceu Nerva que va ser cònsol l'any 36 aC. Va ser l'avi de l'emperador Nerva.
Aquest Nerva va ser cònsol junt amb Gai Vibi Rufí l'any 22. Era un dels amics personals de l'emperador Tiberi que li va confiar la superintendència dels aqüeductes de Roma. L'any 26 va acompanyar a l'emperador en el seu retirament a Capri. Es va suïcidar deixant de menjar, l'any 33, tot i els intents de Tiberi per evitar-ho. Tàcit i Dió Cassi donen versions oposades per aquesta decisió, però es deixa entendre que va ser perquè n'estava fart del seu amic.
Tàcit diu que era molt expert en temes legals i es menciona amb freqüència al Digest. Va escriure alguns tractats sobre dret dels que no es conserva el nom.